# The Miracles
The Miracles, soulgrupp från Detroit, Michigan, ursprungligen bestående av sångarna Smokey Robinson, ledsång, Emerson Rogers och Bobby Rogers, tenor, Ronnie White, baryton och Warren "Pete" Moore, bas. Emerson Rogers slutade dock före genombrottet.
Gruppen slog igenom stort 1960 med "Shop Around" som nådde andra plats på Billboardlistan. Därpå följde en lång rad hits, bland dem "You've Really Got a Hold on Me" (1963) som The Beatles sedan gjorde en cover på, och "The Tracks of My Tears" (1965).
1967 bytte gruppen namn till Smokey Robinson And The Miracles och framgångarna fortsatte med bland annat "I Second That Emotion" (1967) och "The Tears of a Clown" (1970).
Sammanlagt hade gruppen 27 hits på Billboardlistans topp 40-lista innan Smokey Robinson började en framgångsrik solokarriär.

## Medlemmar
Originalmedlemmar
- Ronald "Ronnie" White (1955–1978, 1980–1983, 1993–1995; död 1995)
- Warren "Pete" Moore (1955–1978; död 2017)
- Robert "Bobby" Rogers (1955–1978, 1980–1983, 1993–2011; död 2013)
- William "Smokey" Robinson, Jr. (1955–1972)
- Claudette Rogers (senare Robinson) (1955–1972, 1980–1983, 1993–2011)

Senare medlemmar
- Clarence Dawson (1955)
- James Grice (1955)
- Emerson "Sonny" Rogers (1956)
- Marv Taplin (1958–1973; död 2011)
- William "Billy" Griffin (1972–1973, 1973–1978)
- Donald Griffin (1973–1978)
- Carl Cotton (1978–1983)
- Dave Finley (1978–1983, 1993–2011)
- Sidney Justin (1993–2005)
- Tee Turner (2001–2011)
- Mark Scott (2005–2008, 2008–2011)
- Alphonse Franklin (2008)

Gruppens namn: The Five Chimes (1955–1956), The Matadors (1956–1958), The Miracles (1958–1966), Smokey Robinson & The Miracles (1966–1972), The Miracles (1972–1983, 1993–2011)

## Diskografi
Album (topp 40 på Billboard 200)
- 1965 – Greatest Hits from the Beginning (#21)
- 1965 – Going to a Go-Go (#8)
- 1967 – Make It Happen (#28)
- 1968 – Greatest Hits, Vol. 2 (#7)
- 1969 – Time Out For Smokey Robinson & the Miracles (#25)
- 1975 – City of Angels (#33)

Singlar (topp 20 på Billboard Top 100)
- 1960 – "Shop Around" (#2)
- 1962 – "You've Really Got a Hold on Me" (#8)
- 1963 – "Mickey's Monkey" (#8)
- 1965 – "Ooo Baby Baby" (#16)
- 1965 – "The Tracks of My Tears" (#16)
- 1965 – "My Girl Has Gone" (#14)
- 1965 – "Going to a Go-Go" (#11)
- 1966 – "(Come 'Round Here) I'm The One You Need" (#17)
- 1967 – "The Love I Saw in You Was Just a Mirage" (#20)
- 1967 – "I Second That Emotion" (#4)
- 1968 – "If You Can Want" (#11)
- 1969 – "Baby, Baby Don't Cry" (#8)
- 1970 – "The Tears of a Clown" (#1)
- 1971 – "I Don't Blame You At All" (#18)
- 1974 – "Do It Baby" (#13)
- 1976 – "Love Machine – Pt. I" (#1)